# Antonio Yakoub
Antonio Tino Lucas Yakoub, född 12 juni 2002 är en svensk-syrisk fotbollsspelare (anfallare) som spelar för Örebro SK och Syriens landslag.

## Klubblagskarriär
Antonio Yakoubs moderklubb är Assyriska FF. Efter att även ha hunnit med att representera Djurgårdens IF under ungdomsåren debuterade han i Assyriska FF redan som 16-åring. Det blev då två framträdanden när klubben åkte ur Ettan Norra 2018.
I division 2 etablerade sig Yakoub omedelbart som en startspelare och stod de två efterföljande säsongerna för 19 mål. År 2020 fick Assyriska FF också fira en serieseger, då klubben tog sig tillbaka till Ettan Norra. Återkomsten till tredjedivisionen blev dock tuff och slutade med en omedelbar respass. Bättre gick det för Yakoub, som gjorde 14 mål och drog till sig intresse från högre divisioner.
Efter att tidigare ha provspelat med spanska Real Zaragoza och Örebro SK lånades Yakoub i mars 2022 ut till allsvenska IK Sirius. Den 10 juli 2022 kom den allsvenska debuten, då Yakoub stod för ett inhopp i 1-1-matchen mot Kalmar FF. Bara några veckor senare meddelade IK Sirius att de inlett ett samarbete med Gefle IF, vilket gjorde det möjligt för Yakoub att representera båda klubbarna. I Gefle IF mäktade han under höstsäsongen med sex mål och var en del av det lag som vann Ettan Norra 2022.
Vid säsongens slut meddelade IK Sirius att de inte skulle utnyttja den köpoption de hade på Yakoub. Istället startade supportrar till Gefle IF Swishkampanjen "Fansens värvning", där de drog in över 170 000 kronor. Pengar som klubben därefter nyttjade till att köpa loss Yakoub, som i januari 2023 skrev på ett tvåårsavtal med Superettan-nykomlingen.
Under sommarfönstret 2023 lånades Yakoub ut från Gefle till seriekonkurrenten Östers IF.
Efter en period i Nordic United FC anslöt Yakoub till Örebro SK inför säsongen 2025.

## Landslagskarriär
Antonio Yakoub har möjlighet att representera bland annat Sverige och Finland på landslagsnivå.
Den 11 november 2021 debuterade han för Finlands U20-landslag i en 0-0-match mot just Sverige.

## Statistik
| Klubb              | Säsong             | Liga                      | Liga    | Liga | Nationell cup | Nationell cup | Internationell cup | Internationell cup | Övrigt  | Övrigt | Totalt  | Totalt |
| Klubb              | Säsong             | Division                  | Matcher | Mål  | Matcher       | Mål           | Matcher            | Mål                | Matcher | Mål    | Matcher | Mål    |
| ------------------ | ------------------ | ------------------------- | ------- | ---- | ------------- | ------------- | ------------------ | ------------------ | ------- | ------ | ------- | ------ |
| Assyriska FF       | 2018               | Ettan Norra               | 2       | 0    | 0             | 0             | -                  | -                  | -       | -      | 2       | 0      |
| Assyriska FF       | 2019               | Division 2 Södra Svealand | 17      | 9    | 0             | 0             | -                  | -                  | -       | -      | 17      | 9      |
| Assyriska FF       | 2020               | Division 2 Södra Svealand | 13      | 10   | 0             | 0             | -                  | -                  | -       | -      | 13      | 10     |
| Assyriska FF       | 2021               | Ettan Norra               | 28      | 14   | 0             | 0             | -                  | -                  | -       | -      | 28      | 14     |
| Totalt             | Totalt             | Totalt                    | 60      | 33   | 0             | 0             | 0                  | 0                  | 0       | 0      | 60      | 33     |
| IK Sirius (lån)    | 2022               | Allsvenskan               | 3       | 0    | 0             | 0             | -                  | -                  | -       | -      | 3       | 0      |
| Gefle IF (lån)     | 2022               | Ettan Norra               | 14      | 6    | 0             | 0             | -                  | -                  | -       | -      | 14      | 6      |
| Totalt i karriären | Totalt i karriären | Totalt i karriären        | 77      | 39   | 0             | 0             | 0                  | 0                  | 0       | 0      | 0       | 0      |

## Privat
Antonio Yakoubs pappa kommer från Finland.

## Meriter

### Assyriska FF
- Division 2 (1): 2020

### Gefle IF
- Ettan Norra (1): 2022